# Humoresque (Balakirev)
Pour les articles homonymes, voir Humoresque (homonymie).
L'Humoresque est une œuvre pour piano de Mili Balakirev composée le 19 mars 1903 (1er avril dans le calendrier grégorien). Éditée la même année par Julius Heinrich Zimmermann, il s'agit de l'une des dernières partitions du compositeur russe.

## Composition
Mili Balakirev compose son Humoresque le 19 mars 1903 (1er avril dans le calendrier grégorien). La partition est éditée la même année à Leipzig, par Julius Heinrich Zimmermann, l'« éditeur idéal » selon le compositeur qui l'avait rencontré en 1899. Le soutien de cet éditeur permet au musicien russe de reprendre la composition, surmontant sa dépression et les incertitudes qui le minaient depuis des années.

## Analyse
Edward Garden compare l'Humoresque de Balakirev (Allegro con brio, en ré majeur) au Ballet des poussins dans leurs coques des Tableaux d'une exposition de Moussorgski, « plus pianistique  mais moins inventif que ce tableau ».
Guy Sacre apprécie « ce thème à 
, à la scansion régulière et aux contretemps carrés. Comme il nous repose des triolets : quatre pages en rythme binaire, quelle aubaine ! »

## Postérité
André Lischke juge l'Humoresque de Balakirev « assez décevante ». En revanche, Guy Sacre y voit un « morceau délicieux, vraiment plein d'humour — sinon d'Humor, qu'il faut réserver à Schumann » — et déplore la « méconnaissance » dans laquelle est tenue l'œuvre pour piano du compositeur russe.
Alexandre Paley considère que cette pièce possède « un sourire intériorisé ».

## Discographie
- Balakirev, Intégrale des œuvres pour piano par Alexander Paley (New York, octobre 1992, 6 CD ESS.A.Y Records CD1028/33 / Brilliant Classics)[10] (OCLC 1109982074 et 32601566) et (OCLC 886533155).
- Balakirev, Intégrale des œuvres pour piano par Nicholas Walker (2012 à 2019, Grand Piano GP636 à GP846)[11],[12] (OCLC 163440730 et 43451621)

### Ouvrages généraux
- André Lischke et François-René Tranchefort (dir.), Guide de la musique de piano et de clavecin : Mili Balakirev, Paris, Fayard, coll. « Les Indispensables de la musique », 1987, 870 p. (ISBN 978-2-213-01639-9), p. 72-75.
- Guy Sacre, La musique pour piano : dictionnaire des compositeurs et des œuvres, vol. I (A-I), Paris, Robert Laffont, coll. « Bouquins », 1998, 1495 p. (ISBN 978-2-221-05017-0), p. 246-266.

### Monographies
- (en) Edward Garden, Balakirev : A Critical Study of his Life and Music, Londres, Faber and Faber, 1967, 352 p. (OCLC 464329486, BNF 43004569).